# شكلي

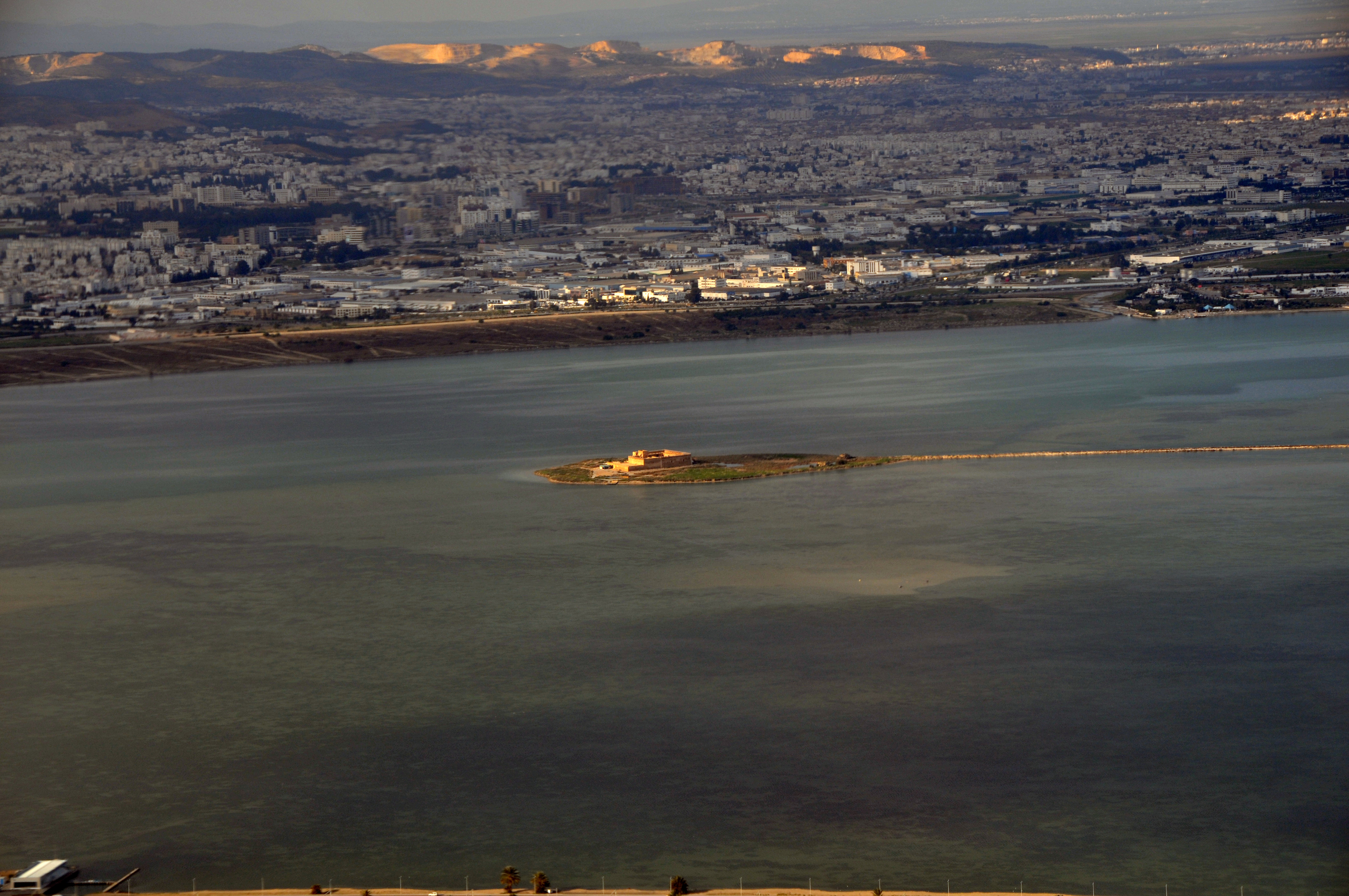
صورة جوية لجزيرة شكلي وسط بحيرة تونس

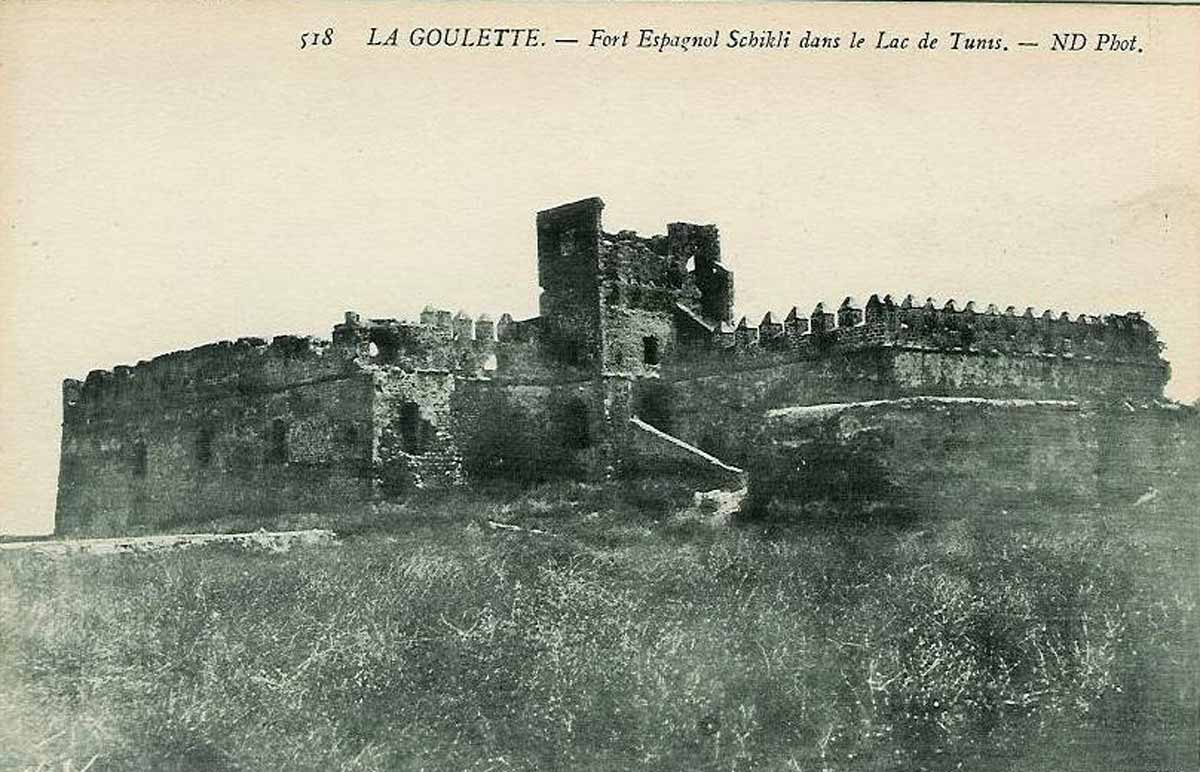
برج شكلي بجزيرة شكلي حوالي عام 1900

جزيرة شِكْلِي أو جزيرة شِيكِلِي أو جزيرة شِكْلَة هي جزيرة صغيرة جدا تتوسط بحيرة تونس.
| جزيرة شكلي |

## تاريخ

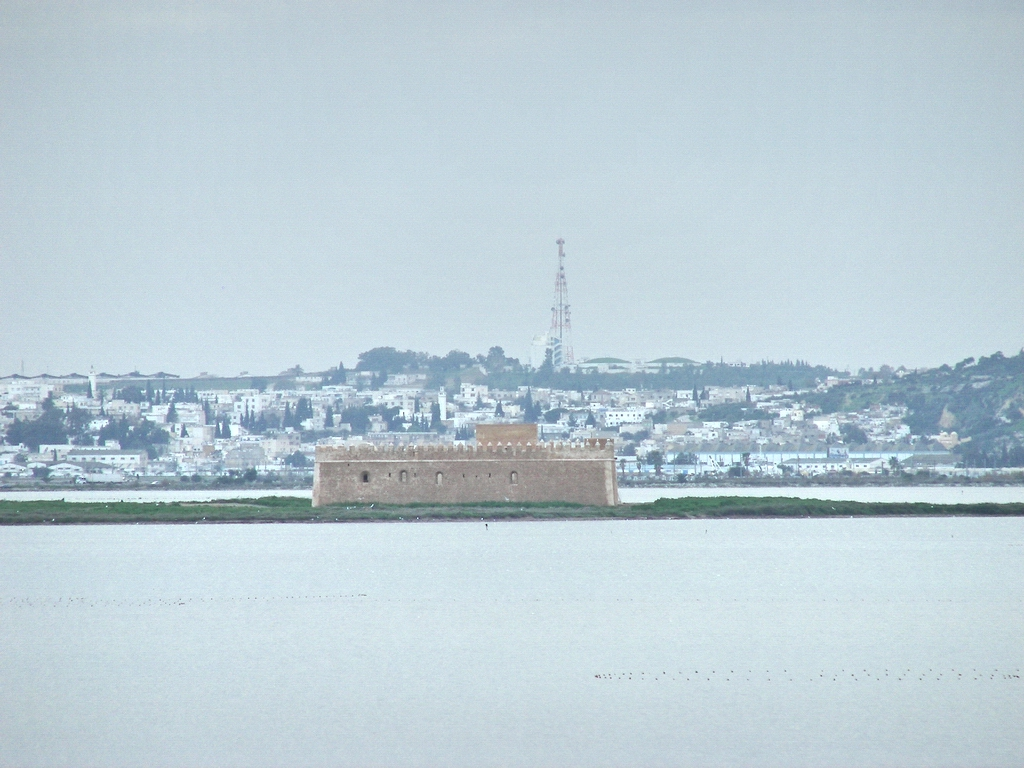
جزيرة شكلي وبرج شكلي

- تعرف هذه الجزيرة بالبرج المسمى باسمها (برج شكلي، وهو بالإسبانية: Fuerte Santiago) والذي أقامه الإسبان عند احتلالهم للبلاد التونسية في القرن السادس عشر. وقد وقع ترميمه بالتعاون بين تونس و إسبانيا بدءا من عام 1994 لتنتهي مع مطلع القرن الحادي والعشرين.
- وأثناء عمليات الترميم تم العثور على لوحات فسيفسائية رومانية و بيزنطية تعود إلى القرنين الرابع و الخامس ميلادي.

### مواضيع ذات علاقة
- بحيرة تونس.

### وصلات خارجية
- حول ترميم برج شيكلي على موقع أخبار تونس.